# El evangelio de la carne
El evangelio de la carne é um filme de drama peruano de 2013 dirigido e escrito por Eduardo Mendoza de Echave. Foi selecionado como representante do Peru à edição do Oscar 2014, organizada pela Academia de Artes e Ciências Cinematográficas.

## Elenco
- Giovanni Ciccia
- Jimena Lindo